# À la Mort Subite

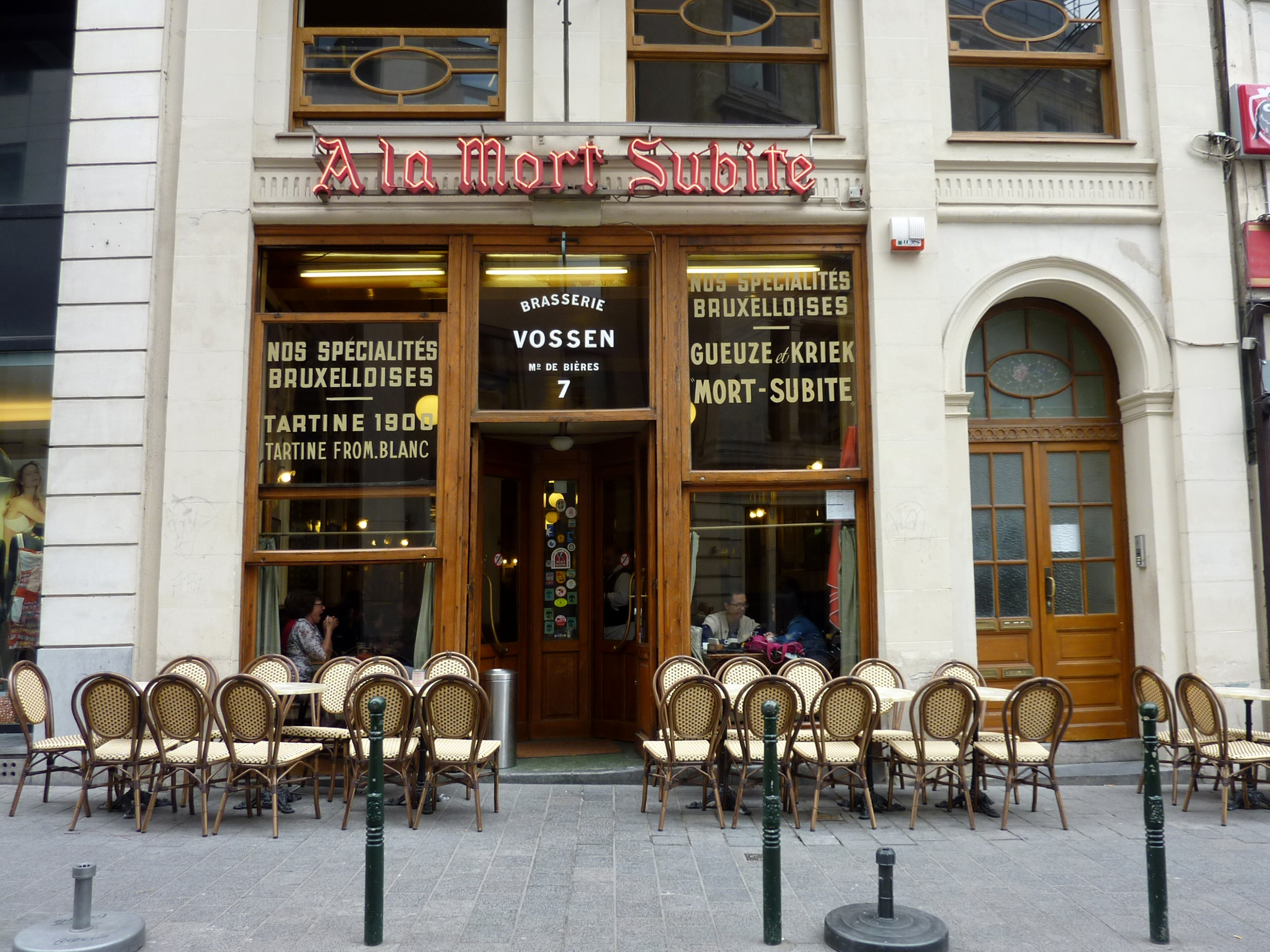
Café À la Mort Subite in Brussel

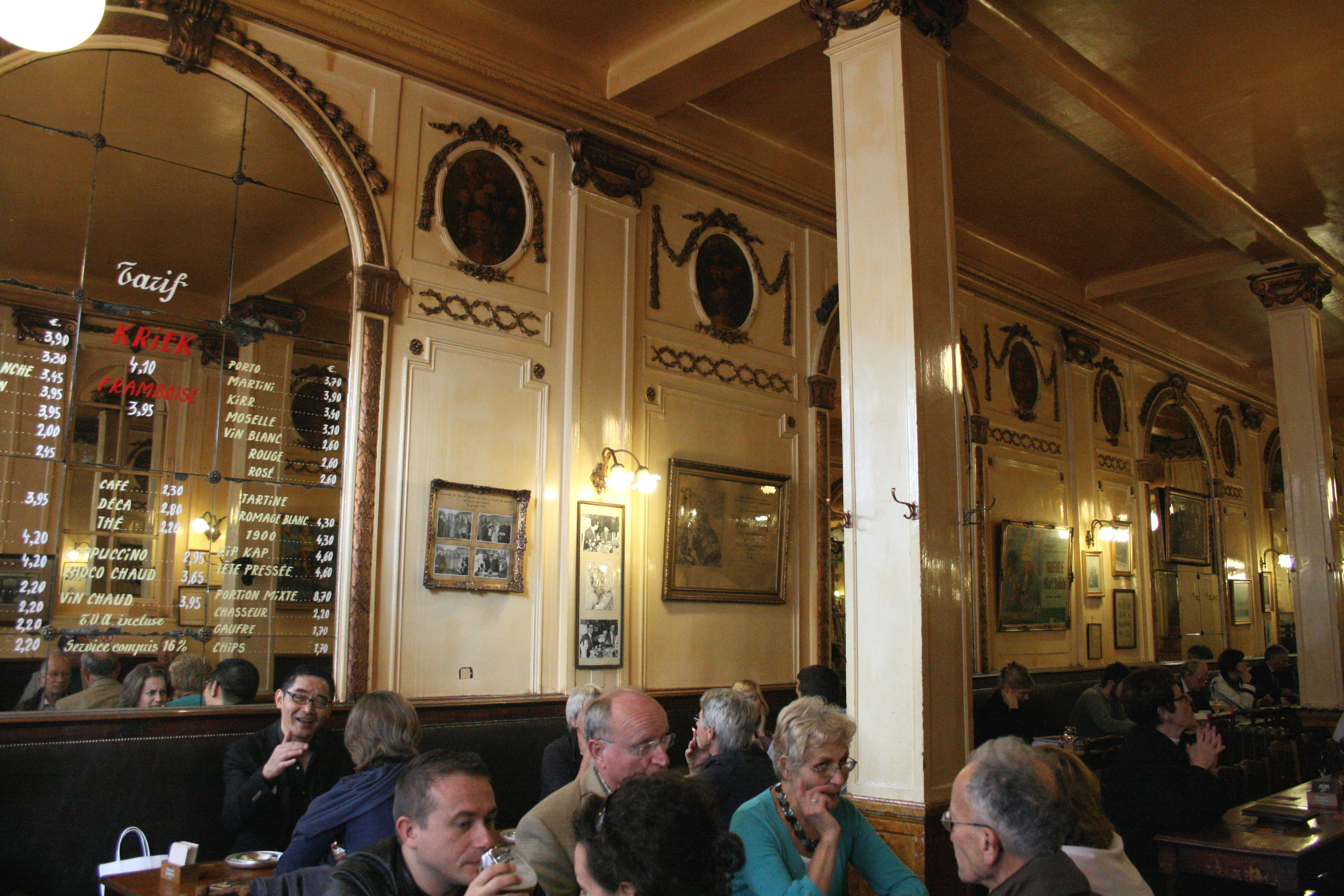
Interieur van À la Mort Subite

À la Mort Subite (vertaalbaar als In de plotse dood) is een bekend café aan de Warmoesberg 5-7 in de Belgische hoofdstad Brussel dat zijn naam aan een gelijknamig biermerk gegeven heeft.
Het pand werd in 1902 ontworpen door architect Joseph François Piscador en het café is nog altijd voorzien van het authentieke interieur dat in 1910 naar ontwerp van binnenhuisarchitect Paul Hamesse werd aangebracht. Dit maakt À la Mort Subite ook tot een trekpleister voor toeristen.

## Geschiedenis
Rond 1910 heette het café La Cour Royale en werd het uitgebaat door Théophile Vossen. De klanten van de zaak, hetzij arbeiders, hetzij makelaars en kassiers van Nationale Bank van België, speelden het populaire dobbelspel pietjesbak, dat ze als ze weer aan het werk moesten beëindigden met een allerlaatste worp, de Mort Subite (plotselinge dood) genaamd. Deze term raakte onder de stamgasten dermate ingeburgerd dat eigenaar Vossen besloot om het hele café zo te noemen.
In 1928 namen de kleinzoons René en Jean-Pierre Vossen de zaak van hun grootvader Théophile over en tegenwoordig wordt À la Mort Subite geëxploiteerd door zijn achterkleinzoons Bernard en Olivier Vossen.

## Geuzenbier
Het café beschikte over een eigen geuzestekerij, waarin oude en jonge lambiekbieren tot geuzebier gemengd werden. Ook deze bieren kregen de naam Mort Subite. In 1970 werd deze geuzestekerij overgenomen door Paul De Keersmaeker, die samen met zijn broer André eigenaar was van brouwerij De Keersmaker in Kobbegem. De lambiek-, geuze- en fruitbieren werden toen de belangrijkste producten, die sindsdien onder de merknaam Mort Subite verkocht worden. Ook de brouwerij zelf kreeg die naam, totdat deze in het jaar 2000 werd overgenomen door de Brouwerijen Alken-Maes.